# Robert Lange
Robert John "Mutt" Lange (Mufulira, Zambia, 11 de noviembre de 1948) es un productor y compositor británico. Ha producido música a artistas de diversos géneros, como Britney Spears, Def Leppard, AC/DC, The Cars, Bryan Adams, Romeo's Daughter, Muse, Lady Gaga o The Corrs. También trabajó con su exesposa Shania Twain. 
No ha concedido una entrevista en décadas ya que lleva una vida alejada del público en Suiza.

## Biografía
Robert John Lange nació en Mufulira, Rodesia del Norte (actualmente Zambia) y creció en Durban, Sudáfrica. Su madre procedía de una próspera familia de Alemania, y su padre era un ingeniero de minas sudafricano. 
Después de casarse se trasladó a Inglaterra en donde en 1970 comenzó la banda Hocus en la cual su por entonces esposa cantaba. En esa misma década se separaron.
En el campo de la producción en 1979 trabajó con el grupo AC/DC en el álbum Highway to Hell. Posteriormente trabajó nuevamente con ellos en Back in Black de 1980 que actualmente es el segundo álbum más vendido de todos los tiempos. También trabajó con Foreigner además de con Def Leppard en sus discos High 'n' Dry, Pyromania e Hysteria coescribiendo muchas canciones y haciendo coros.
En 1991 produjo el álbum de Bryan Adams llamado Waking Up the Neighbours que incluía el super éxito "(Everything I Do) I Do It for You".
Después de escuchar a Shania Twain la contactó, y después de seis meses de conversaciones telefónicas se conocieron para después casarse el 28 de diciembre de 1993. En agosto de 2001, su hijo Eja nació. En 2008 el matrimonio se divorció. Con Shania grabó tres álbumes de estudio que tuvieron mucho éxito: The Woman in Me, Come On Over y Up!.

## Discografía

### Discos producidos
Álbumes en los que Lange produjo al menos 3 canciones:
- Richard Jon Smith – Superstar Smith, 1974
- City Boy – City Boy, 1976
- City Boy – Dinner at the Ritz, 1976
- Graham Parker – Heat Treatment, 1976
- Supercharge – Local Lads Make Good, 1976
- City Boy – Young Men Gone West, 1977
- Clover – Love On The Wire, 1977
- Clover – Unavailable, 1977
- Supercharge – Horizontal Refreshment, 1977
- The Boomtown Rats – The Boomtown Rats, 1977
- City Boy – Book Early, 1978
- The Outlaws – Playin' to Win, 1978
- The Boomtown Rats – A Tonic for the Troops, 1978
- Deaf School – English Boys, Working Girls, 1978
- City Boy – The Day the Earth Caught Fire, 1979
- The Records – Shades In Bed, 1979
- Supercharge – Body Rhythm, 1979
- The Boomtown Rats – The Fine Art of Surfacing, 1979
- AC/DC – Highway to Hell, 1979
- Broken Home – Broken Home, 1979
- AC/DC – Back in Black, 1980
- AC/DC – For Those About to Rock (We Salute You), 1981
- Def Leppard – High 'n' Dry, 1981
- Foreigner – 4, 1981
- Def Leppard – Pyromania, 1983
- The Cars – Heartbeat City, 1984
- Def Leppard – Hysteria, 1987
- Romeo's Daughter – Romeo's Daughter, 1988
- Billy Ocean – Tear Down These Walls, 1989
- Bryan Adams – Waking Up the Neighbours, 1991
- Def Leppard – Adrenalize, 1992
- Michael Bolton – The One Thing, 1993
- Stevie Vann – Stevie Vann, 1995
- Bryan Adams – 18 til I Die, 1996
- Shania Twain – The Woman in Me, 1995
- Shania Twain – Come On Over, 1997
- The Corrs – In Blue, 2000
- Shania Twain – Up!, 2002
- Shania Twain – Greatest Hits, 2004
- Nickelback – Dark Horse, 2008
- Maroon 5 – Hands All Over, 2010
- Muse – Drones, 2015

### Canciones producidas
Álbumes en los que Lange produjo al menos una canción:
- Stephen – "Right On Running Man", 1974/5
- Graham Parker and the Rumour - The Parkerilla, 1978
- XTC – "This Is Pop" (single version), 1978
- Roman Holliday – Fire Me Up (productor ejecutivo), 1984
- Billy Ocean – Suddenly (productor ejecutivo), 1984
- Billy Ocean – Love Zone (productor ejecutivo), 1986
- Billy Ocean – Greatest Hits, 1989
- Eddie Money - "Heaven in the Back Seat" de Right Here, 1991
- Bryan Adams – So Far So Good, 1993
- Michael Bolton – Greatest Hits (1985–1995), 1995
- Celine Dion – All the Way... A Decade of Song, 1999
- Backstreet Boys – Backstreet's Back, 1997
- Backstreet Boys – Millennium, 1999
- Bryan Adams – The Best of Me, 1999
- Britney Spears – "Don't Let Me Be the Last to Know" de Oops!... I Did It Again, 2000
- Celine Dion – A New Day Has Come, 2002
- Bryan Adams – Room Service, 2004
- Varios artistas – Music from and Inspired by Desperate Housewives, 2005
- Anne Murray – Anne Murray Duets: Friends & Legends, 2007
- Bryan Adams – 11, 2008
- Tara Blaise – Great Escape, 2008
- Lady Gaga – Yoü and I, Born This Way, 2011
- Zander Bleck – Bring It On, 2012

### Canciones escritas o coescritas
- Clout – Don't Stop de Substitute, 1978
- Huey Lewis and the News – Do You Believe in Love de Picture This, 1982
- Loverboy – "Lovin' Every Minute of It" de Lovin' Every Minute of It, 1985
- Starship – "I Didn't Mean to Stay All Night" de Love Among the Cannibals, 1989
- Heart – "All I Wanna Do Is Make Love to You" de Brigade, 1990
- Huey Lewis and the News – "It Hit Me Like a Hammer" de Hard at Play, 1991
- Bonnie Tyler – "I Cry Myself to Sleep at Night" de Angel Heart, 1992
- Bryan Adams, Rod Stewart y Sting – "All for Love" de The Three Musketeers: Original Motion Picture Soundtrack, 1993
- Def Leppard – "Ring of Fire" y "I Wanna Be Your Hero" de Retro Active, 1993
- Heart – "Will You Be There (In the Morning)" de Desire Walks On, 1993
- Tina Turner – "Why Must We Wait Until Tonight" de What's Love Got to Do with It, 1993
- Billy Ray Cyrus – "Only God (Could Stop Me Loving You)" de Storm in the Heartland, 1994
- Blackhawk – "I'm Not Strong Enough to Say No" de Strong Enough, 1995
- Lonestar – "You Walked In" de Crazy Nights, 1997
- Reba McEntire – "I'll Take Your Heart" de Moments and Memories: The Best of Reba, 1998
- Jessica Andrews – "I'll Take Your Heart" de Heart Shaped World, 1999
- Backstreet Boys – "It's Gotta Be You" de Millennium, 1999
- Def Leppard – "Promises", "All Night" y "It's Only Love" de Euphoria, 1999
- PJ Powers – "(Let That) River Roll" de Thandeka Talk to Me, 2001
- Bryan Adams – "I Will Always Return", "You Can't Take Me" y "This Is Where I Belong" de Spirit: Stallion of the Cimarron, 2002
- Michael Bolton – "Only a Woman Like You" de Only a Woman Like You, 2002
- Bryan Adams y Sarah McLachlan – "Don't Let Go" de Spirit: Stallion of the Cimarron, 2002
- Bryan Adams - "So Far So Good" de Anthology, 2005
- Miss Willie Brown – "You're All That Matters to Me", 2012
- Carrie Underwood – "Who Are You" de Blown Away, 2012

## Premios y distinciones
Premios Óscar
| Año  | Categoría     | Canción                 | Película                | Resultado |
| ---- | ------------- | ----------------------- | ----------------------- | --------- |
| 1997 | Mejor canción | I Finally Found Someone | El amor tiene dos caras | Nominado  |

Premios Grammy
- 1991 – "(Everything I Do) I Do It for You" de Bryan Adams – Mejor canción escrita específicamente para cine o televisión
- 1995 – "The Woman In Me" de Shania Twain – Mejor álbum country
- 1998 – "You're Still the One" de Shania Twain – Mejor canción country
- 1999 – "Come on Over" de Shania Twain – Mejor canción country